# Лиса Патрикеевна (мультфильм)
«Лиса Патрикеевна» — советский мультипликационный фильм по мотивам русской народной сказки.

## Сюжет
Хитрая лиса напросилась к зайцу переночевать и принесла с собой старый лапоть. Гостеприимный заяц с радостью приютил лису. Ночью она взяла, да и выкинула подальше этот лапоть. Когда проснулась, то стала говорить, что её обокрали, а утрату сможет заменить ей лишь курочка, которая жила у зайца. Зайцу пришлось отдать курицу, чтобы лиса не считала его вором. После этого лиса обманом забирала у лесных жителей их зверюшек, но, в конечном итоге, пострадала от своей жадности. Найдя лапоть, она выбрасывает его снова, но на этот раз он падает на двор с собаками. Спасаясь от собачьей погони, лиса растеряла всех зверей, которые тут же вернулись к хозяевам. Сама она еле спаслась. 

## Съёмочная группа
| автор сценария             | Виктор Мережко                                                                        |
| текст песни                | Альберта Иванова                                                                      |
| кинорежиссёр               | Галина Баринова                                                                       |
| художники-постановщики     | Галина Баринова, Нина Николаева                                                       |
| кинооператор               | Михаил Друян                                                                          |
| композитор                 | Владимир Кривцов                                                                      |
| звукооператор              | Владимир Кутузов                                                                      |
| художники-мультипликаторы: | Олег Комаров, Сергей Дёжкин, Татьяна Померанцева, Александр Горленко, Дмитрий Куликов |
| редактор                   | Елена Никиткина                                                                       |
| директор съёмочной группы  | Любовь Бутырина                                                                       |

## Роли озвучивали
| Актёр              | Роль    |
| ------------------ | ------- |
| Валентина Талызина | Лиса    |
| Рогволд Суховерко  | Медведь |
| Николай Караченцов | Волк    |
| Гарри Бардин       | Заяц    |
| Зинаида Нарышкина  | Курица  |
| Вячеслав Богачёв   | Баран   |
| Герман Качин       | Бычок   |